# Pellenes maderianus
Pellenes maderianus là một loài nhện trong họ Salticidae.
Loài này thuộc chi Pellenes. Pellenes maderianus được Wladislaus Kulczynski miêu tả năm 1905.